# Linda Evangelista
Linda Evangelista (Saint Catharines, 10 de maio de 1965) é uma supermodelo canadense.

## Carreira
Aos doze anos de idade já tinha decidido que queria ser modelo. Não demorou muito a começar a ser concretizado o desejo desta jovem pertencente a uma família operária de origem italiana (de Pignataro Interamna) e educada segundo a tradição católica. Em 1978, com apenas treze anos, participou num concurso de beleza para adolescentes. Apesar de Linda não ter sido a vencedora, o concurso funcionou como catapulta para a carreira que ambicionava. Um agente estava presente à espreita de novos talentos e ficou fascinado com a beleza da modelo, onde se destacavam os seus olhos azuis-esverdeados.
Mesmo assim, a sua ascensão não foi fácil e só aos 18 anos deixou a agência de manequins em Toronto, onde trabalhava, para ingressar nas fileiras da poderosa Elite, o que a levou a mudar-se para os Estados Unidos, mais especificamente para Nova York. Como sua carreira não progredia da forma pretendida, mudou-se para Paris à procura de melhor sorte. Evangelista teve, contudo, de esperar três anos, desde o ingresso na Elite, para dar outro salto significativo na carreira e só então assinou contrato com a conceituada revista de moda Vogue. A partir daí tudo correu a um ritmo alucinante, permitindo à modelo canadense recuperar o tempo perdido. Apareceu nas capas de revistas conceituadas de moda internacionais e passou a integrar o restrito grupo das supermodelos.
A modelo ganhou também fama por constantemente mudar a cor dos cabelos (curtos a partir de 1988), o que chegou a fazer 17 vezes no espaço de quatro anos, levando a que ninguém se lembrasse que à nascença era castanho.

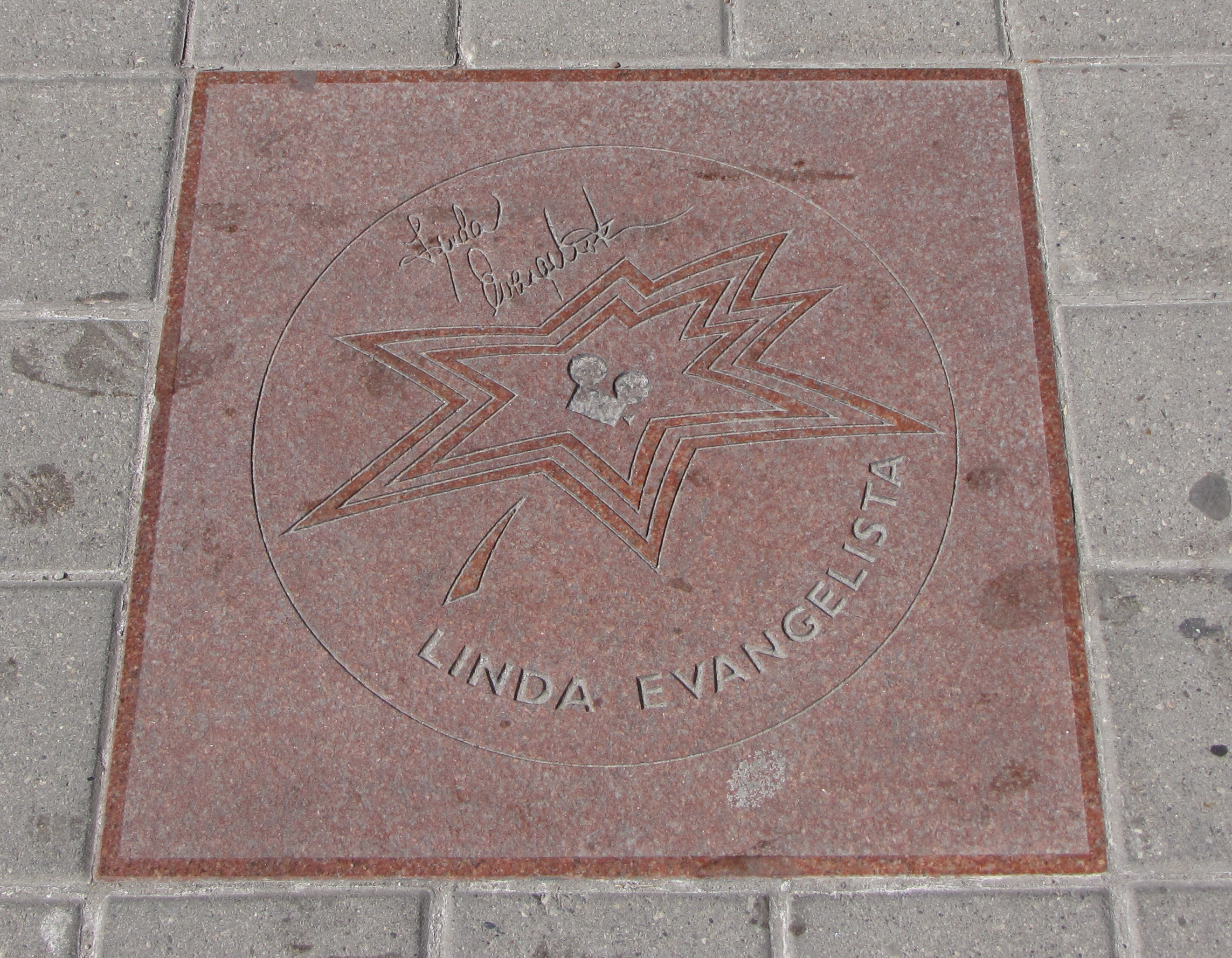
Estrela de Linda Evangelista na Calçada da fama do Canadá.

Tal como algumas colegas de passerela, também Evangelista apareceu em telediscos (ou videoclipes, no Brasil) de cantores famosos. Participou dos clipes "Freedom 90" e "Too Funky", de George Michael.
À semelhança de outras top models, também trabalhou para angariar fundos destinados a acções de beneficência. A sua preferência vai para o apoio à pesquisa sobre AIDS e cancro da mama, doença que afectou sua mãe.
Ao longo da sua carreira, Evangelista criou fortes laços de amizade com outras top models. Ela formou, com Naomi Campbell, Cindy Crawford, Christy Turlington, Claudia Schiffer e Kate Moss, o grupo conhecido como Super Six, as supermodelos dos anos 1990. No auge da sua carreira, Linda Evangelista disse que não se levantava da cama por menos de dez mil dólares. Para além de muito solicitada para desfilar nas passarelas, Linda Evangelista apareceu em campanhas publicitárias de companhias como a American Express, Calvin Klein, Chanel, Versace, Ralph Lauren, Dior, entre outras. A partir de 1990, firmou um contrato publicitário de longa duração com a confecção de roupas femininas Kenar. O contrato durou até 1998, quando a empresa, sediada em New Jersey, faliu.
Na lista das 20 modelos-ícones publicada pelo site norte-americano Models.com, Linda Evangelista foi colocada na 7.ª posição.

### Presente
Linda Evangelista é atualmente uma modelo aposentada, a não ser por eventuais convites  para desfilar em passarelas de casas de alta costura ou para fazer capas de revistas de moda. Ela agora é uma ativista e se declara distante da menina que declarou não sair da cama por menos de 10.000 dólares. Em 2005, comentando sua famosa declaração, Evangelista disse: "Não suporto a forma como isso me persegue. Eu disse isso há muito tempo e espero ser hoje uma pessoa diferente. Agora saio da cama por uma razão muito melhor. Sou parte de uma equipe que levanta milhões de dólares e aumenta a consciência das pessoas sobre o HIV e a AIDS em todo o mundo."

## Vida pessoal
Evangelista é mãe de Augustin James Evangelista, nascido em 11 de outubro de 2006, em Nova York. Dois anos após o nascimento do filho, Linda Evangelista recebeu o World Style Award em Leipzig, Alemanha.
Em 2021, Evangelista revelou que estava “brutalmente desfigurada” por causa de um efeito secundário de uma cirurgia estética realizada em 2016. A modelo disse que tem sido “uma reclusa” e que a cirugia “estragou” a sua vida. Em causa estava um procedimento chamado CoolSculpting que tinha como objetivo “diminuir” as suas células de gordura, mas fez “o oposto do que prometia”. Em 2021, apresentou um processo contra a empresa onde fez o procedimento, a Zeltiq Aesthetics Inc, exigindo 50 milhões de dólares por danos. Alega que ficou sem conseguir trabalhar depois de sete sessões, realizadas entre agosto de 2015 e fevereiro de 2016.